# Гарлінген (Нью-Джерсі)
Гарлінген (англ. Harlingen) — переписна місцевість (CDP) в США, в окрузі Сомерсет штату Нью-Джерсі. Населення — 430 осіб (2020).

## Географія
Гарлінген розташований за координатами 40°26′58″ пн. ш. 74°39′31″ зх. д. / 40.44944° пн. ш. 74.65861° зх. д. (40.449363, -74.658505).  За даними Бюро перепису населення США в 2010 році переписна місцевість мала площу 1,86 км², уся площа — суходіл.

## Демографія
Згідно з переписом 2010 року, у переписній місцевості мешкало 297 осіб у 93 домогосподарствах у складі 81 родини. Густота населення становила 160 осіб/км².  Було 98 помешкань (53/км²).
Расовий склад населення:
| - 77,8 % — білих - 16,5 % — азіатів - 1,7 % — чорних або афроамериканців - 2,4 % — осіб інших рас |

До двох чи більше рас належало 1,7 %. Частка іспаномовних становила 5,7 % від усіх жителів.
За віковим діапазоном населення розподілялося таким чином: 30,6 % — особи молодші 18 років, 62,3 % — особи у віці 18—64 років, 7,1 % — особи у віці 65 років та старші. Медіана віку мешканця становила 42,3 року. На 100 осіб жіночої статі у переписній місцевості припадало 113,7 чоловіків;  на 100 жінок у віці від 18 років та старших — 100,0 чоловіків також старших 18 років.
Середній дохід на одне домашнє господарство  становив 189 319 доларів США (медіана — 191 023), а середній дохід на одну сім'ю — 228 913 долари (медіана — 191 136). 
Цивільне працевлаштоване населення становило 110 осіб. Основні галузі зайнятості: науковці, спеціалісти, менеджери — 30,9 %, освіта, охорона здоров'я та соціальна допомога — 25,5 %, виробництво — 16,4 %, фінанси, страхування та нерухомість — 10,9 %.